# Flavius Aetius
Pour les articles homonymes, voir Aétios.
Aetius ou  Aétius, parfois actualisé en Aèce (en latin Flavius Aetius), né vers 395 à Durostorum (actuelle Silistra, en Bulgarie) et mort le 21 septembre 454 à Ravenne, est sénateur romain et généralissime de l'armée de l'empire d'Occident sous le règne de Valentinien III (425-455).
Doté en 443 des titres de patrice et de « maître des deux milices », il est, avec la régente — Galla Placidia, mère de Valentinien III —, le principal dirigeant de l'empire d'Occident des années 430 jusqu'à sa mort en 454, assassiné par ce même Valentinien.
On a dit de lui qu'il était « le Dernier des Romains » en raison de sa lutte contre les Barbares présents dans l'Empire au Ve siècle, notamment contre Attila en 451, et aussi parce qu'après lui, l'empire d'Occident est gouverné par Ricimer, mi-Suève mi-Wisigoth, et par Gondebaud, un Burgonde, avant de disparaître en 476 par la volonté du Skire Odoacre.

## Biographie

### Origines
Aetius est cependant d'origine semi-barbare : sa mère est une Romaine noble et riche dont le nom n'est pas connu ; son père, nommé Gaudentius, est un officier romain d'origine scythe[réf. nécessaire], parvenu au rang très élevé de maître de la milice puis de comte d'Afrique.

### Débuts de carrière

#### Sous le règne d'Honorius
Aetius est élevé à la cour impériale d'Honorius (395-423) (empereur d' Occident) à Milan (capitale de l'Empire Romain), puis Ravenne (nouvelle capitale de l'Empire Romain), sous la direction du régent Stilicon (fils lui-même d'un haut fonctionnaire vandale et, d'après saint Jérôme, d'une Romaine). Dès son enfance, il fait partie du groupe des prétoriens, c'est-à-dire des bureaucrates de la préfecture du prétoire.
Encore jeune, Aetius est envoyé pendant trois ans, entre 405 et 408, comme otage à la cour d'Alaric, roi des Wisigoths installés comme fédérés en Mésie, puis à celle de Ruga, roi des Huns, entre 409 et 412, où il devient un ami du jeune Attila, neveu de Ruga.
Aetius a su apprécier la supériorité des Huns au combat, il connaissait sans aucun doute leurs points forts mais aussi leurs points faibles. Plus tard, il saura employer des Huns parmi les troupes auxiliaires pour lutter contre les peuples germains qui menacent les empires d'Orient et d'Occident.
Dans le même temps, il réussit à se maintenir malgré la victoire à Ravenne du parti « anti-barbares » qui triomphe en éliminant le généralissime Stilicon, régent de l'empire d'Occident (août 408).

#### L'usurpation de Jean
À la mort de l'empereur d'Occident Honorius en août 423, Théodose II, empereur d'Orient, souhaite rétablir l’unité impériale. Mais, en décembre 423, le Sénat de Rome élit un nouvel empereur en Occident, Jean, considéré comme un usurpateur par Théodose II. Aetius, alors gouverneur du palais, est envoyé par Jean en ambassade chez les Huns pour acheter à prix d'or leur appui contre Valentinien, son rival à la succession de l'empire d'Occident.
Aetius recrute une forte armée hunnique, composée de près de 60 000 soldats et commandée par trois frères : Mundiueh, Uptar et Ruas. Il est battu en 425 par le général Aspar, envoyé par Théodose II pour soutenir Valentinien. Cette défaite met un terme à l'usurpation de Jean (qui est exécuté) ; Valentinien, neveu d'Honorius, déjà couronné César par Théodose II le 23 octobre 424, devient Auguste le 23 octobre 425, sous le nom de Valentinien III. Comme il n'a que six ans, sa mère, Galla Placidia, est chargée de la régence et joue un rôle important même après la majorité de Valentinien, jusqu'à sa mort en 450. L'armée de Huns recrutée par Aetius est licenciée. Aetius  est  épargné.
Aetius devient le gendre de Carpillon, ancien comte des domestiques et gouverneur du palais de Jean.

### Le règne deValentinienIII

#### Combats en Gaule (426-431)
En 426, Aetius est nommé préfet du prétoire des Gaules par Galla Placidia, la mère de l'empereur (et régente étant donné le jeune âge de Valentinien III) ;  en 428 il est nommé Magister militum per Gallias puis, en 429, généralissime aux côtés de Flavius Felix. Il vit quelque temps à la cour impériale de Ravenne, la capitale.

#### L'élimination du comte Boniface
Sa rivalité avec le général Boniface, comme lui sénateur et favori de l'impératrice-régente Galla Placidia, le conduit à comploter et à obtenir la disgrâce de Boniface. Ce dernier aurait réagi en appelant les Vandales d'Espagne en Afrique (429), sur les terres de Carthage, permettant ainsi la constitution d'un royaume vandale très dangereux pour Rome.
Leur conflit aboutit en 432 à une bataille près de Rimini et à la mort de Boniface. Galla Placidia donne alors tous les pouvoirs au comte Sébastien, son gendre, mais en 433, Aetius, accompagné des renforts des nouveaux rois du peuple hun, Bleda et Attila, entre en Italie. Galla Placidia n'ayant pu trouver un appui du côté des Wisigoths de Théodoric, Sébastien est déposé de son titre de généralissime au profit d'Aetius. La seconde épouse du comte Boniface, Pélagie, épouse Aetius ; le comte Sébastien se trouve alors totalement isolé à Ravenne et s'exile à Constantinople.
En 432, Aetius devient pour la première fois consul.

#### Combats en Gaule (437-448)
Aetius est le principal dirigeant (mais pas empereur) de l'empire à partir de 433, mais il tourne son activité surtout vers la Gaule.
À la fin des années 430, les Burgondes du roi Gondicaire, installés depuis 411 comme fédérés dans la région de Worms, opèrent un mouvement vers le sud-ouest, atteignant la région de Toul, où ils sont battus par Aetius et ses alliés Huns en 436. Celui-ci accorde aux vaincus survivants un nouveau traité au terme duquel les Burgondes sont installés en Sapaudia, territoire entre les Alpes et le Jura.
Il combat aussi les Francs et les Wisigoths. Vers 439-440, Avitus, préfet du prétoire des Gaules, négocie la paix avec le roi des Wisigoths Théodoric Ier, auquel il donne la province de Novempopulanie. Aetius épouse en troisièmes noces une fille de Théodoric II pour sceller ce traité.
En 435, Galla Placidia lui accorde le titre de patrice. En 437, il devient pour la seconde fois consul.
Enfin, il charge Goar, roi des Alains établis dans la région d'Orléans, de surveiller les Armoricains. Malgré une sévère répression, l'Armorique demeure quasiment indépendante.
Il ne peut empêcher que les Saxons s'installent dans le Boulonnais et la Basse-Normandie, en arrivant par la mer.
Aetius est consul pour la troisième fois en 446. La demande à l'aide que lui adressent les Britto-romains reste lettre morte, selon Gildas.
En 448, il est présent dans la région de Tours pour réprimer une bagaude lorsque le chef des Francs saliens, Clodion, met à sac la ville de Nemetacum (Arras) et envahit la région des plaines des Atrébates (l'actuel Artois). Avec son lieutenant Majorien, il se rend dans le Nord de la Gaule et attaque par surprise l'armée de Clodion près de Vicus Helena. Dans l'incapacité de réoccuper militairement les territoires perdus, Aetius renouvelle le statut de fédéré à Clodion, chef des Francs, et lui confirme l'administration d'un territoire autonome au sein de l'empire, autour de Tournai, que les Francs saliens sont chargés de protéger contre les autres barbares. Ceux-ci s'installent dans l'empire, près du Rhin, en l'occurrence près du fisc impérial de Tournai. C'est l'origine du futur Royaume franc de Clovis  (après la chute de l'Empire Romain d'Occident) .
Les succès d'Aetius, bien que réels, sont fragiles, car ils sont dépendants de son alliance avec les Huns, qui peuvent rompre cette entente à tout moment.

#### La guerre contre les Huns d'Attila

Le monde méditerranéen en 450.

En 449, Honoria, sœur de Valentinien III, retenue à Constantinople, demande secrètement l’aide d’Attila contre son frère qui vient de faire tuer son amant et lui interdit de se marier (pour ne pas avoir d'héritier mâle). Elle lui envoie sa bague pour obtenir son appui militaire, mais Attila interprète l'envoi de la bague comme une demande en mariage. Attila accepte l’offre et réclame, sans succès, à l'empereur Valentinien la Gaule comme dot. Vers 450, les Huns d'Attila entrent alors en Gaule, où ils sèment  la terreur partout où ils vont. Aetius cherche alors l'alliance du roi des Wisigoths, qu'il obtient par l'entremise d'Avitus. Il réunit une armée romaine complétée par de nombreux fédérés, Francs saliens, Francs ripuaires, Burgondes, Sarmates et Alains. Les Huns avancent sur Strasbourg, Metz, Reims, vers Troyes puis Orléans. Ils évitent Paris, selon la tradition, grâce à l'intervention de sainte Geneviève.
Sangiban, roi des Alains, promet de livrer la ville d'Aurelianum (Orléans) à Attila. Aetius (appelé par l'évêque d'Orléans Aignan) et ses alliés Théodoric et Mérovée arrivent sous les murailles de la ville et surveillent Sangiban, suspect de trahison, et ses troupes. Ils mettent Sangiban au centre de la ligne de bataille contre les Huns, de façon à pouvoir l'empêcher de déserter. Ainsi les Alains essuient le poids principal de l'assaut des Huns, pendant que les Goths peuvent déborder les Huns sur le flanc, et les mettent finalement en déroute,.
Ensuite, en juin ou septembre 451, l'armée des Huns, renforcés des troupes de divers peuples germaniques soumis à Attila, notamment les Ostrogoths, rencontre une armée dirigée par Aetius, comprenant outre les éléments romains, de nombreux fédérés germaniques (Burgondes, Alains, Sarmates, Francs et Wisigoths) ; le lieu de la bataille dite des champs Catalauniques est controversé (près de Châlons-en-Champagne ou près de Troyes).
Durant cette bataille, le roi des Wisigoths Théodoric Ier est tué (probablement de la main du roi ostrogoth Valamir), son fils Thorismond est proclamé roi sur le champ. Aetius en sort grand vainqueur. Thorismond souhaite poursuivre cette guerre contre les envahisseurs huns qui battent en retraite, mais Aetius l'en dissuade et lui conseille de rentrer à Toulouse, sa capitale, pour régler la succession de Théodoric. Thorismond rentre à Toulouse avec ses troupes. Aetius utilise la même raison pour rapidement faire partir le roi des Francs.
À la fin de la bataille, « au milieu de son camp, Attila fait dresser un énorme bûcher. Le bruit court qu'il va s'y jeter vivant, plutôt que de subir la honte de la reddition, et peut-être incendier son camp. Mais Aetius ne donne pas l'assaut, et congédie ses alliés. Sans doute n'est-il pas mécontent du problème de succession chez les Wisigoths, potentiellement dangereux. »
La victoire décisive des champs Catalauniques marque la fin des incursions hunniques en Gaule. Attila, ayant subi de lourdes pertes, peut repartir en franchissant le Rhin. Cependant, Aetius l'épargne et a peut-être été soupçonné d'avoir délibérément laissé la liberté à Attila, avec qui il s'était lié d'une certaine amitié lorsqu'il était, dans sa jeunesse, otage d'honneur chez les Huns. Par la suite, Attila  saccage des villes en Vénétie.

#### L'assassinat d'Aetius
Triomphant, rentrant avec un énorme butin, il est assez rapidement victime des jalousies que ses victoires suscitent et des craintes de la famille impériale quant à ses ambitions et sa capacité à devenir empereur romain par coup d'État.
En 453, après une succession troublée du royaume wisigoth, le nouveau roi Théodoric II confirme le statut de fédéré de son peuple par rapport à l'Empire romain ; c'est le dernier succès d'Aetius.
Aetius rédige des mémoires, surtout destinées à son fils Gaudentius Flavius. Il veut laver son honneur et rétablir la vérité, selon lui déformée par ses détracteurs qui voient en lui un traître et un « Hun romanisé ».
Le 21 septembre 454, il meurt poignardé de la main de l'empereur Valentinien III.
Procope relate que, d'un Romain à qui Valentinien demandait s'il avait bien fait, il reçut cette réponse : « Je ne sais si vous avez bien ou mal fait, mais je sais que de la main gauche vous vous êtes coupé la droite ».
Aetius est vengé six mois plus tard par deux membres de sa garde personnelle, Optila et Thraustila, qui assassinent l'empereur Valentinien III.

### Sources
- Jean Barbeyrac, Recueil historique et chronologique des traitez répandus dans les Auteurs Grecs & latins & autres monumens de l'antiquité, dans Jean Rousset de Missy, « Supplément au corps universel diplomatique du droit des gens », 1739.
- André Chastagnol, La fin du monde antique, Nouvelles Éditions Latines, Paris, 1976.
- Michel Rouche, Clovis, Paris, Éditions Fayard, 1996 (ISBN 2-2135-9632-8).

### Études contemporaines
Ouvrages généraux sur la période
- Geneviève Bührer-Thierry et Charles Mériaux, La France avant la France, 481-888, Belin, 2010 [chapitre 1].
- Michel Rouche, Clovis, Fayard, 1996 [voir l'entrée Aetius de l'index].
- Karl Ferdinand Werner, Les origines (avant l'an mil), Livre de Poche, 1984 [chapitre X].

Sur Aetius
- David Coulon, Aetius, Presses universitaires du Septentrion, Villeneuve d'Ascq, 2000, 350 pages,  (ISBN 2-284-03464-0). Thèse de doctorat sous la direction de Michel Rouche.
- Gilbert Sincyr, L'Épopée d'Aetius, dernier général de la Rome antique, Dualpha, coll. « Vérités pour l'histoire », Coulommiers, 2006, 318 p. [ (ISBN 2-915461-89-9)].

### Romans historiques
- Pierre Michon, L'Empereur d'Occident, Fata Morgana, 1989 (réédition : Verdier, 2007) : un récit de fiction dont le narrateur est Aetius (et qui reprend aussi l'histoire de Priscus Attale).
- Ilbéric de Féride, Aétius, le dernier Romain, Edilivre.com, 2009.
- Michelle Loi, Attila mon ami, mémoires d'Aetius, Berg International, coll. « Anamorphoses », 1997.
- William Napier, Attila trilogie de 2005 : Aetius est l'héroïque « Dernier des Romains » lors de la bataille des champs Catalauniques.
- José Gomez-Rivera, Flavius Aetius : Le Dernier Conquérant, publié en 2004 : Aetius, Galla Placidia et Stilicon sont des personnages centraux de ce roman historique.
- Michael Curtis Ford, L'épée d'Attila, Thomas Dunne Books, 2005, où apparaissent Aetius, Attila et Théodoric.
- Louis de Wohl, Le trône du monde (1946), réédité sous le titre Attila le Hun : Aetius, Attila, Honoria et Léon Ier entre autres sont représentés dans ce roman historique.
- Robert Lugné, Les Chevauchées sauvages, Éditions Galic, 1961 : Attila et Aetius sont les personnages principaux.
- Thomas B. Costain, The Darkness and the Dawn, 1959 : Aetius, Attila et Valentinien III sont des personnages importants de ce roman.
- Marcel Brion, Attila roi des Huns 434-453, Éditions Texto : Aetius est fidèlement décrit dans son duel face à Attila et Valentinien et ses favoris. Roman historique.
- Daniel Kircher, Le maître des steppes, 1981: Aetius, Attila, Valentinien III sont des personnages centraux de ce roman historique.
- Anonyme, Rozemire ou l'Europe délivrée, 1657 : Les personnages principaux sont en partie inventés et en partie réels (Aetius, Attila, Gaudentius). Roman précieux.

### Bande dessinée
Aetius apparait dans les planches de la BD publiée en 2019 par les éditions Glénat et les Éditions du Cerf : Léon le grand, défier Attila (scénario de France Richemond, dessin de Stefano Carloni, couleurs de Luca Merli) dont l'action se déroule en 452 lorsqu'Attila et sa horde de huns menaçaient de piller Rome.

### Opéra
- Ezio, opéra de Georg Friedrich Haendel sur un livret de Pietro Metastasio (1763).
- Attila, opéra de Giuseppe Verdi (1846).

### Filmographie
- 1918 : Attila de Febo Mari.
- 1954 : Attila, fléau de Dieu de Pietro Francisci.
- 2001 : Attila le Hun  de Dick Lowry, joué par Powers Boothe avec Gerard Butler, dans le rôle d'Attila.
- 2014: 476 A.D. Chapter One : The Last Light of Aries  d'Ivan Pavletić sur l'époque d'Aetius et sa victoire sur Attila lors de la bataille de Châlons.